# توکای چشم‌روشن
توکای چشم‌روشن (نام علمی: Turdus leucops) گونه‌ای از پرندگان خانواده توکایان است.
در بولیوی، برزیل، کلمبیا، اکوادور، گویان، پرو و ونزوئلا یافت می‌شود. زیستگاه طبیعی آن جنگل‌های کوهستانی نمناک نیمه‌گرمسیری یا گرمسیری است.